# Marzi
Marzi è un comune italiano di 950 abitanti della provincia di Cosenza. Era compreso nella Comunità Montana del Savuto, ormai soppressa.

## Geografia fisica

### Territorio
Marzi è ubicato a sud di Cosenza, ed il suo territorio è compreso nella valle del fiume Savuto, che lo attraversa separandolo da quello del comune di Carpanzano.

### Altimetria
Da un'altitudine di 300 m s.l.m., misurata nel greto del Savuto in corrispondenza del Ponte Nuovo, si passa ai 1.230 m s.l.m. di Colle Pallone, percorrendo una distanza, in linea retta, di circa 8.350 m. La principale frazione, Orsara, è ubicata a 894 m s.l.m. (fonte IGM 1:25.000).

## Monumenti e luoghi d'interesse

### Architetture religiose
- Chiesa parrocchiale di Santa Barbara.
- Chiesa di Sant'Andrea Apostolo.

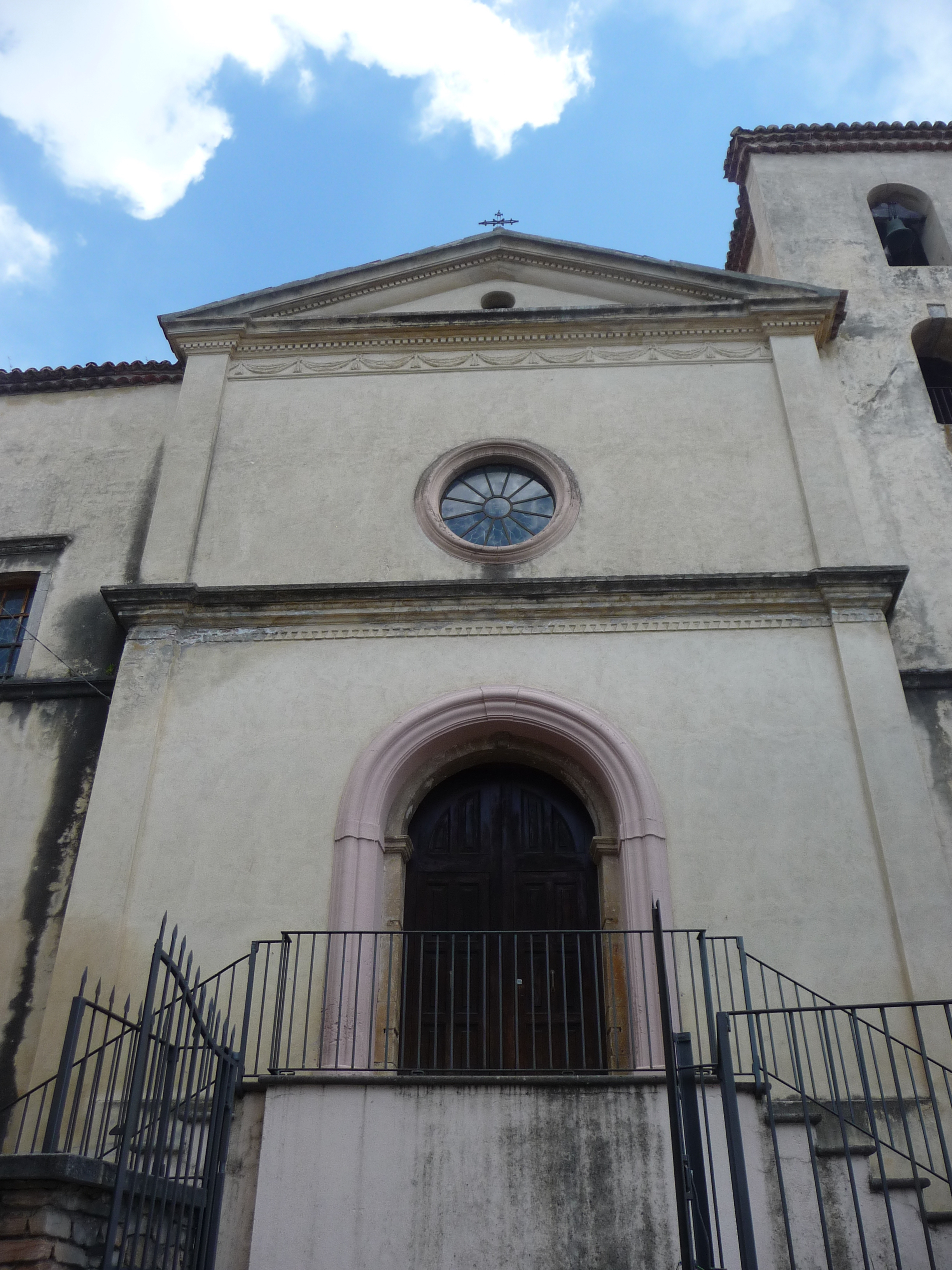
Chiesa parrocchiale di Santa Barbara
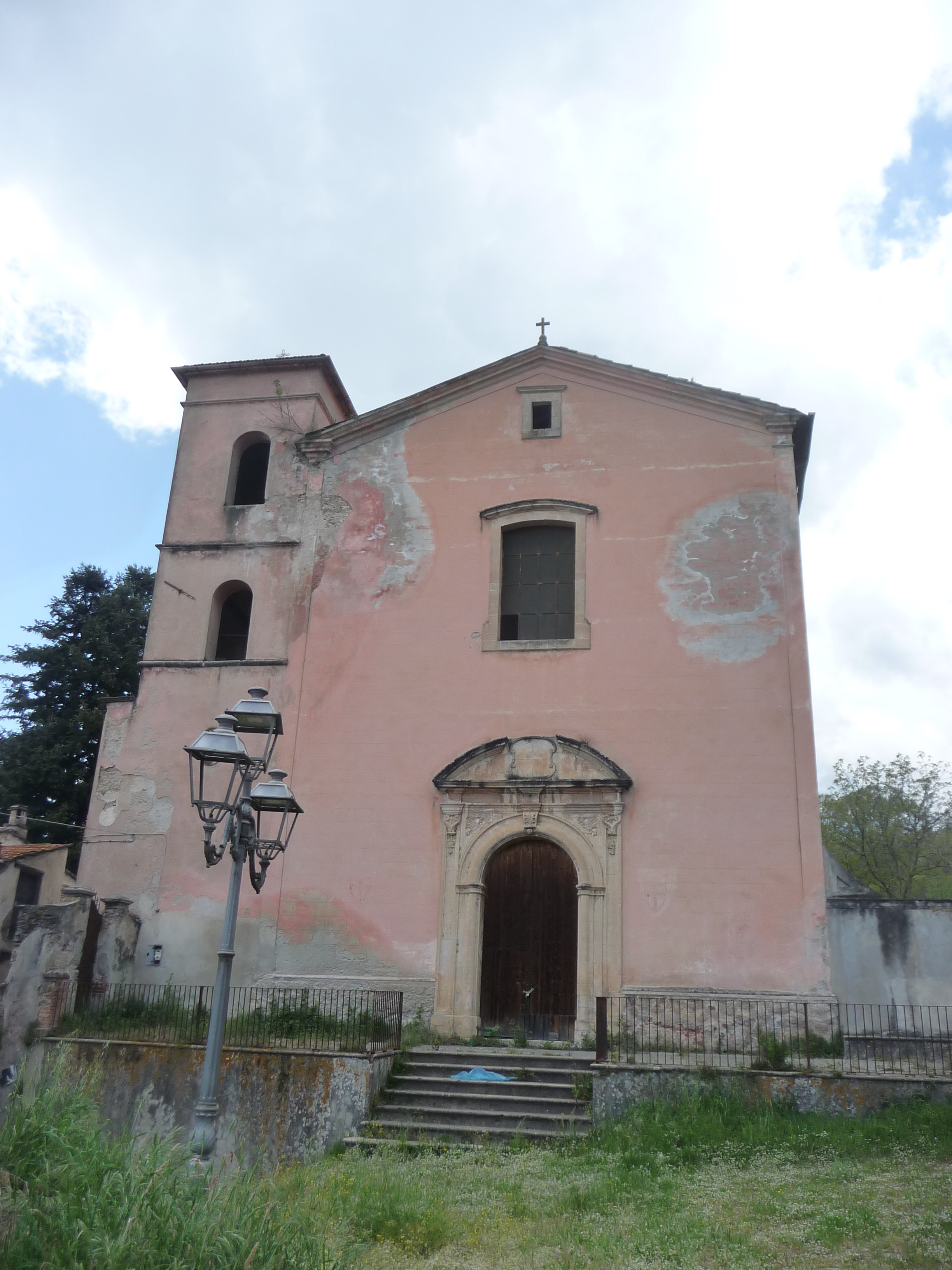
Chiesa di Sant'Andrea Apostolo
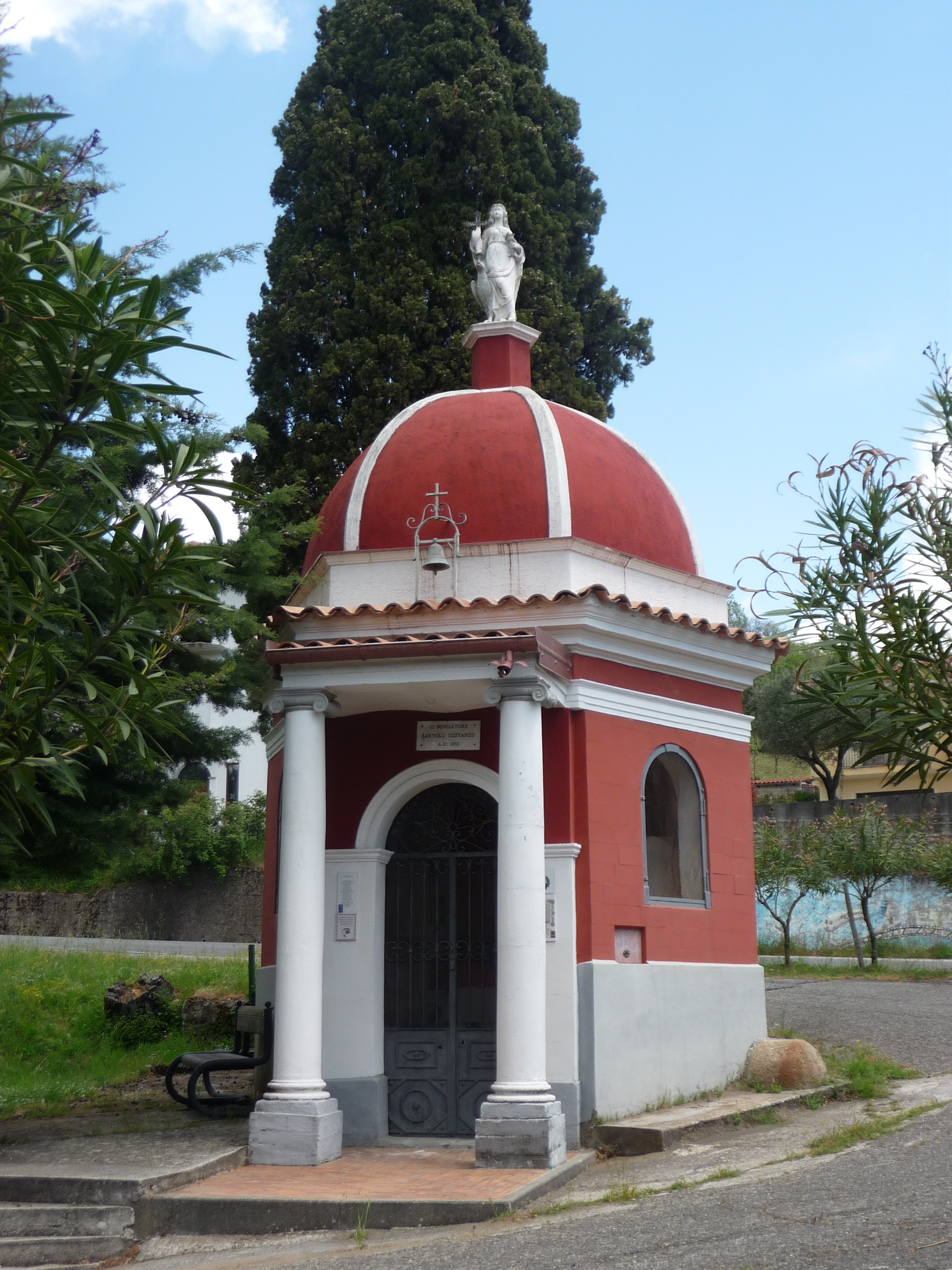
Cappella di Maria SS. Addolorata, detta "La Cona"
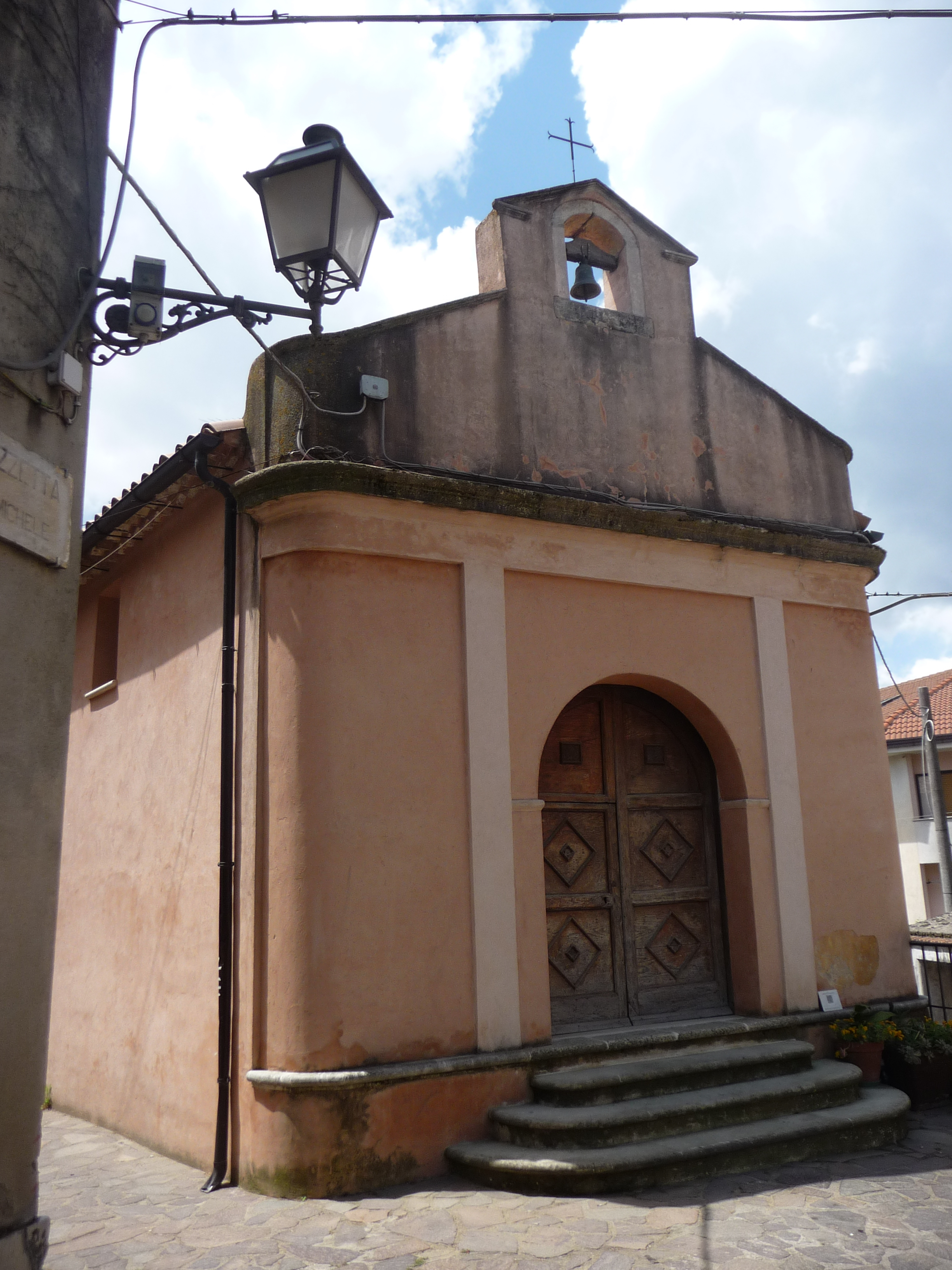
Oratorio

### Altro

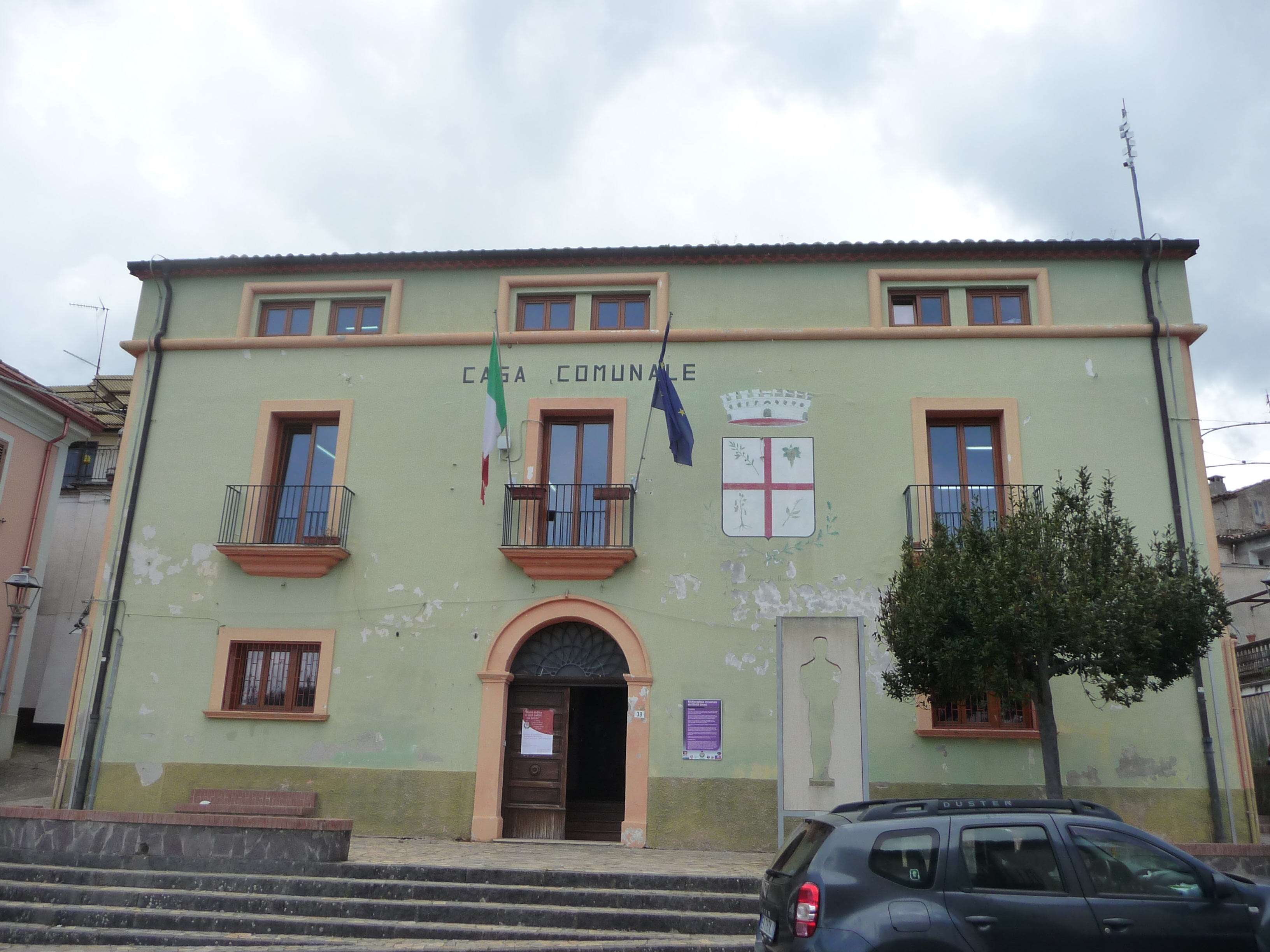
Palazzo comunale
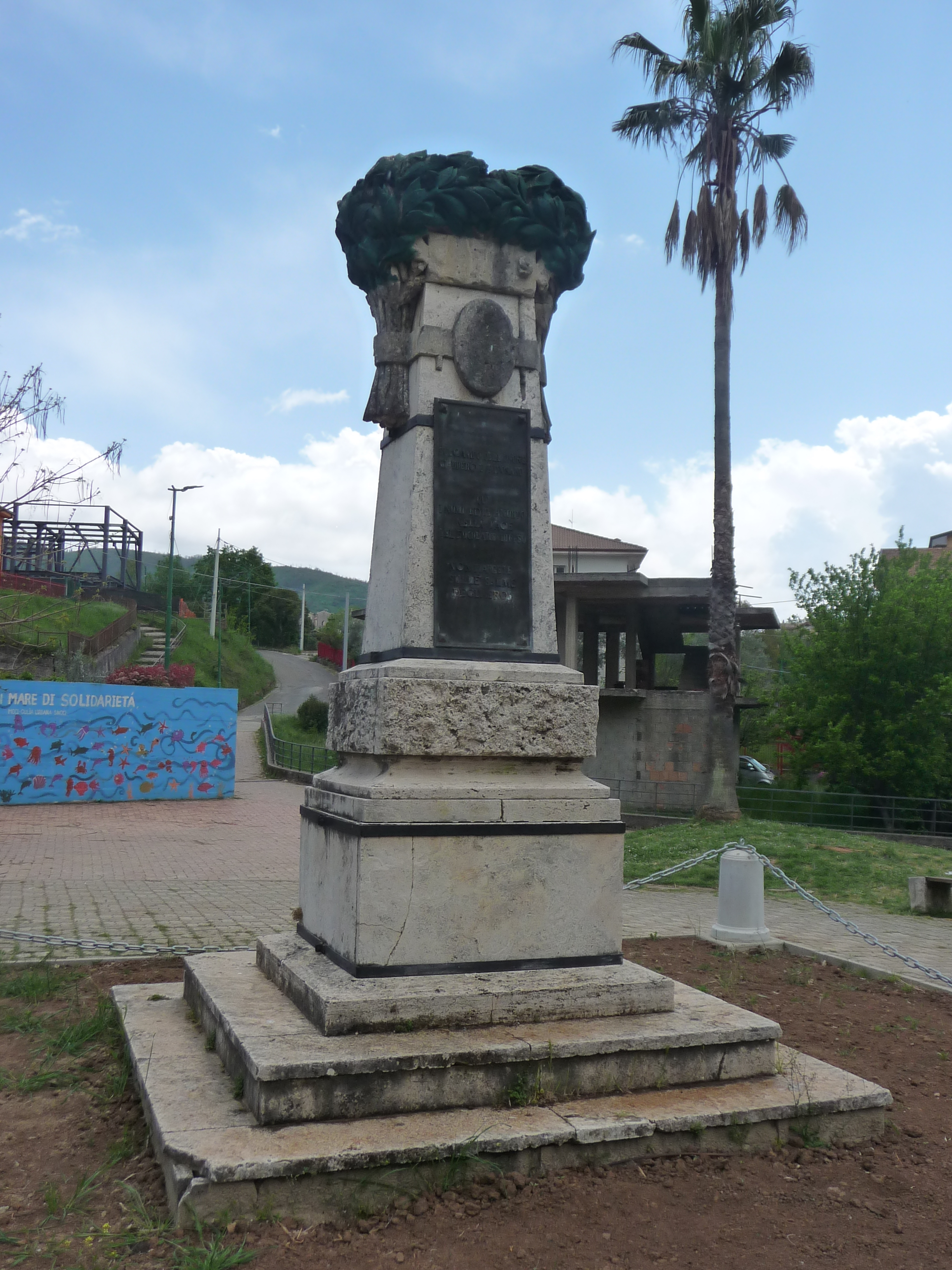
Monumento ai caduti
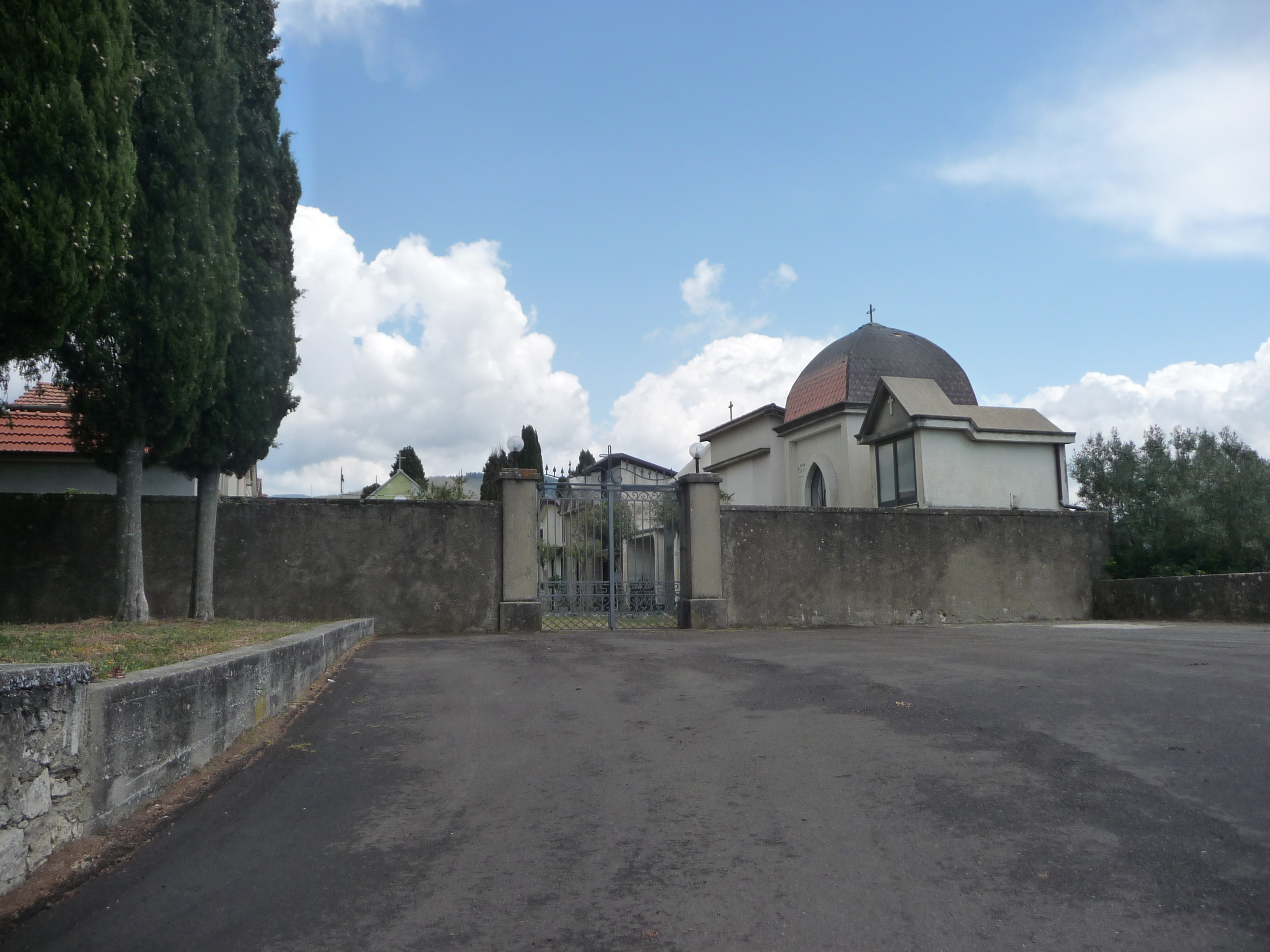
Cimitero

## Società

### Evoluzione demografica
Abitanti censiti